# ジャンルカ・クルチ
ジャンルカ・クルチ（Gianluca Curci, 1985年7月12日 - ）は、イタリア・ローマ出身の同国代表サッカー選手。ポジションはGK。

## 経歴

### 初期
ASローマの下部組織出身。2004年にトップチームへ昇格し、当初はイヴァン・ペリッツォーリ、カルロ・ゾッティ、クリスティアーノ・ルパテッリ等を抑えて正GKを務める。しかし彼等の退団後は、2005-06シーズンに加入したドニと翌シーズンに加入したジュリオ・セルジオの両ブラジル人の前に出場機会に恵まれなかった。

### シエーナ
2008-09シーズンはアルトゥールの加入で第4GKに降格し、共同保有という形でACシエーナへ移籍。ユヴェントスFCに移籍したアレクサンダー・マニンガーの穴を埋め、2シーズンに亘ってゴールマウスを守った。

### サンプドリア
2009-10シーズンにシエーナがセリエBへ降格すると、翌シーズンからはUCサンプドリアに所属。ここでもマルコ・ストラーリとルカ・カステラッツィ退団に伴い守護神の座を獲得したが、2年連続でセリエBへの降格を経験することとなった。

### ローマ復帰
2011年、3シーズン振りにローマ復帰を果たす。クラブはエミリアーノ・ヴィヴィアーノの獲得に失敗していたが、後に加入したマールテン・ステケレンブルフとボグダン・ロボンツに次ぐ第3GKとなり3試合の出場に留まった。

### ボローニャ
2012年7月17日、ジャン＝フランソワ・ジレを放出したボローニャFCに期限付き移籍。2013-14シーズンもレンタルが延長され、引き続きボローニャでプレーする。

### マインツ
2015年8月15日、ブンデスリーガの1.FSVマインツ05へ2年契約で完全移籍した。ヨナス・レッスルに次ぐGKとしての加入であったが、直後に腓腹筋を負傷し戦線を離脱した。

### エスキルストゥーナ
2017年1月にドイツを去り1年間フリーとなる。2018年1月18日、スーペルエッタンのAFCエスキルストゥーナと3年契約を締結した。

## 代表歴
2007年、GKに負傷者が出たためロベルト・ドナドーニによってイタリア代表へ追加招集されたが出場機会はなかった。